# Championnat du monde d'échecs 1890-1891

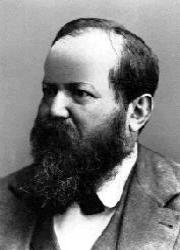
Wilhelm Steinitz

Le Championnat du monde d'échecs 1890-1891 a vu s'affronter le Hongrois Isidor Gunsberg et le tenant du titre, l’Américain d’origine autrichienne Wilhelm Steinitz à New York du 9 décembre 1890 au 22 janvier 1891. Steinitz remporte le match 6 victoires à 4 (et 9 nulles).
Après avoir battu Henry Bird et Joseph Henry Blackburne et obtenu un match nul contre Mikhaïl Tchigorine, Isidor Gunsberg, Hongrois devenu citoyen britannique et récent 3e du tournoi de New York 1889, se sentit en mesure de défier Wilhelm Steinitz pour le titre mondial.
Steinitz accepta le match contre ce joueur qu'il n'avait jamais affronté auparavant. Le match fut programmé en 20 parties et se déroula à New York à partir de la fin de l'année 1890.
Le champion sortant sut faire parler son expérience de ce genre de confrontations et conserva finalement son titre.

## Résultats des parties
1. Steinitz - Gunsberg : 1/2-1/2 (0-0)
2. Gunsberg - Steinitz : 0-1 (0-1)
3. Steinitz - Gunsberg : 1/2-1/2 (1-0)
4. Gunsberg - Steinitz : 1-0 (1-1)
5. Steinitz - Gunsberg : 0-1 (1-2)
6. Gunsberg - Steinitz : 0-1 (2-2)
7. Steinitz - Gunsberg : 1-0 (3-2)
8. Gunsberg - Steinitz : 1/2-1/2 (2-3)
9. Steinitz - Gunsberg : 1/2-1/2 (3-2)
10. Gunsberg - Steinitz : 0-1 (2-4)
11. Steinitz - Gunsberg : 1/2-1/2 (4-2)
12. Gunsberg - Steinitz : 1-0 (3-4)
13. Steinitz - Gunsberg : 1-0 (5-3)
14. Gunsberg - Steinitz : 1/2-1/2 (3-5)
15. Steinitz - Gunsberg : 1/2-1/2 (5-3)
16. Gunsberg - Steinitz : 1-0 (4-5)
17. Steinitz - Gunsberg : 1/2-1/2 (5-4)
18. Gunsberg - Steinitz : 0-1 (4-6)
19. Steinitz - Gunsberg : 1/2-1/2 (6-4)